# HSD17B2
HSD17B2 (англ. Hydroxysteroid 17-beta dehydrogenase 2) – білок, який кодується однойменним геном, розташованим у людей на короткому плечі 16-ї хромосоми. Довжина поліпептидного ланцюга білка становить 387 амінокислот, а молекулярна маса — 42 785.
| 10         |  | 20         |  | 30         |  | 40         |  | 50         |
| ---------- |  | ---------- |  | ---------- |  | ---------- |  | ---------- |
| MSTFFSDTAW |  | ICLAVPTVLC |  | GTVFCKYKKS |  | SGQLWSWMVC |  | LAGLCAVCLL |
| ILSPFWGLIL |  | FSVSCFLMYT |  | YLSGQELLPV |  | DQKAVLVTGG |  | DCGLGHALCK |
| YLDELGFTVF |  | AGVLNENGPG |  | AEELRRTCSP |  | RLSVLQMDIT |  | KPVQIKDAYS |
| KVAAMLQDRG |  | LWAVINNAGV |  | LGFPTDGELL |  | LMTDYKQCMA |  | VNFFGTVEVT |
| KTFLPLLRKS |  | KGRLVNVSSM |  | GGGAPMERLA |  | SYGSSKAAVT |  | MFSSVMRLEL |
| SKWGIKVASI |  | QPGGFLTNIA |  | GTSDKWEKLE |  | KDILDHLPAE |  | VQEDYGQDYI |
| LAQRNFLLLI |  | NSLASKDFSP |  | VLRDIQHAIL |  | AKSPFAYYTP |  | GKGAYLWICL |
| AHYLPIGIYD |  | YFAKRHFGQD |  | KPMPRALRMP |  | NYKKKAT    |  |            |

A: Аланін

C: Цистеїн

D: Аспарагінова кислота

E: Глутамінова кислота

F: Фенілаланін

G: Гліцин

H: Гістидин

I: Ізолейцин

K: Лізин

L: Лейцин

M: Метіонін

N: Аспарагін

P: Пролін

Q: Глутамін

R: Аргінін

S: Серин

T: Треонін

V: Валін

W: Триптофан

Кодований геном білок за функцією належить до оксидоредуктаз. 
Задіяний у таких біологічних процесах, як метаболізм ліпідів, біосинтез ліпідів, біосинтез стероїдів. 
Білок має сайт для зв'язування з НАД. 
Локалізований у мембрані.